# Rik Devillé
Rik Devillé (Halle, 6 mei 1944), is een Belgische priester op rust, schrijver en activist.

## Opleiding en werk
In 1963 begon Devillé aan zijn priesteropleiding aan het grootseminarie van Mechelen. In 1969 werd hij tot priester gewijd en was pastoor in Buizingen en in Lot.
In 2009 ging Devillé met pensioen.
Hij was leraar godsdienst aan het Heilig-Hartinstituut van Halle. Hij is samen met Norbert Bethune oprichter van de Vlaamse werkgroep Mensenrechten in de Kerk (WMK) en mede-oprichter van het Europese netwerk Kirche im Aufbruch, van We are Church en van Droits et Libertés dans les Eglises. In zijn boek De laatste dictatuur (1992) klaagde hij de machtsstructuren van de katholieke kerk aan. Hij levert erin een pleidooi voor een terugkeer naar de kerk gebaseerd op de eerste eeuwen van het christendom. Ook hekelt hij in het boek de discriminatie van de vrouw in de kerk en neemt geen blad voor de mond, als hij het heeft over allerlei historische feiten uit de kerkgeschiedenis.
Hij is ook mede-oprichter van Mensenrechten in de Kerk (1992) en van Bezield Verband Vlaanderen (2013).
Devillé zijn werk over Seksueel misbruik binnen de Rooms-Katholieke Kerk kreeg veel bekendheid dankzij de vierdelige televisiereeks 'Godvergeten' 
, wat in september 2023 werd uitgezonden op de Nederlandstalige VRT. In november datzelfde jaar werd dit ook gedeeltelijk uitgebracht door de Franstalige RTBF.
In januari 2024 werd dit dan weer op de Nederlandse NPO uitgezonden.
Eind 2023 is hij ook als één van de deskundigen teruggekomen in de podcast Kinderen van de kerk. Deze podcast ging over misstanden binnen katholieke moederhuizen waar kinderen tegen de wil van de moeder werden weggehaald en afgestaan voor adoptie en waar vrouwen tegen hun wil gesteriliseerd zijn. In maart 2024 was Devillé erg kritisch over de laattijdige laïcisatie van Roger Vangheluwe door het Vaticaan. Devillé oordeelde dat het Vaticaan jaren geleden al actie had moeten ondernemen. In september 2023 werd mede op basis van het boek 'In naam van de Vader' de documentairereeks Godvergeten uitgezonden op Canvas. Deze reeks werd de aanleiding voor het opstarten van een Parlementaire Onderzoekscommissie in het Belgische Parlement.
Op 28 maart 2024 ontving Devillé een eredoctoraat aan de Universiteit van Antwerpen als erkenning voor strijd tegen seksueel misbruik.

## Publicaties
- De laatste dictatuur, 1992, Kritak Leuven
- De Katholieke Ziekte, 1994, Kritak Leuven
- Het Werk, een katholieke sekte, 1996, Van Halewijck Leuven
- In de Ban van de Kerk, 1997 - eindredactie - Van Halewijck Leuven
- Het MISverstand, 2010, Van Halewijck Leuven
- In naam van de Vader, 2019, EPO Antwerpen; de basis voor Godvergeten misbruik in de kerk, vanaf 5 september 2023 in VRT uitgegeven
- Eva, één uit de duizend, 2019, druk EPO Antwerpen
- Stuxkes van San Deurinck, 2021, druk EPO Antwerpen
- Eva, één uit de godvergeten duizend, 2023, Borgerhoff & Lamberigts (heruitgave)
- Volgens Bartjens, 2021 druk EPO Antwerpen
- Godvergeten misbruik in de kerk, 2023, EPO Antwerpen
- Donkere Gangen, 2024, Borgerhoff & Lamberigts

- Gemeinsame Normdatei: 120036712X
- International Standard Name Identifier: 0000 0000 3101 6743
- Library of Congress Control Number: n95043855
- Nederlandse Thesaurus van Auteursnamen: 099888351
- Virtual International Authority File: 36161630
- WorldCat: E39PBJvRXdJgMYcfXmjHddmyBP